# Estación de La Rambla / Drassanes
La Rambla | Drassanes es una estación de la línea 3 del Metro de Barcelona situada debajo del Portal de Santa Madrona en el distrito de Ciutat Vella de Barcelona. Está ubicada muy cerca del Puerto de Barcelona, de la estatua de Cristóbal Colón y de las Atarazanas Reales de Barcelona.
La estación se inauguró en 1968 como parte de la entonces Línea III y con el nombre de Atarazanas. En 1982 con la reorganización de los números de líneas a la numeración arábiga y cambios de nombre de estaciones, pasó a ser una estación de la línea 3, y cambió su nombre por la forma catalana Drassanes.
En 2022, el nombre cambió a La Rambla | Drassanes, al considerarse un nombre más descriptivo, ya que se encuentra en el tramo final de La Rambla.
Recientemente fue reformada para ser accesible a personas con movilidad reducida instalando ascensores en la estación.
| << cabecera        | < estación | línea | estación > | cabecera >>   |
| ------------------ | ---------- | ----- | ---------- | ------------- |
| Metro              |            |       |            |               |
| Zona Universitaria | Paralelo   |       | Liceu      | Trinitat Nova |

## Imágenes

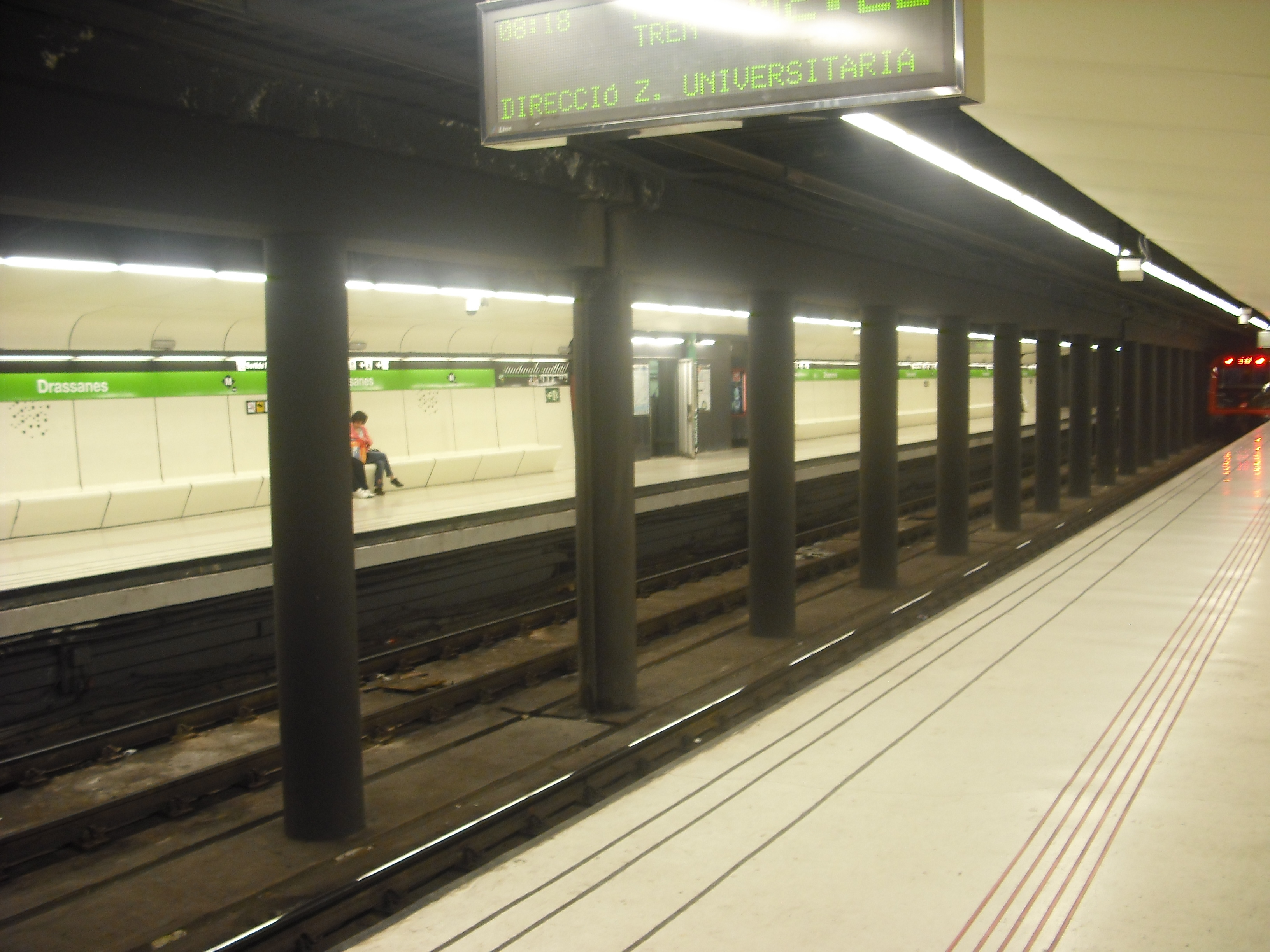
Andenes de la estación.
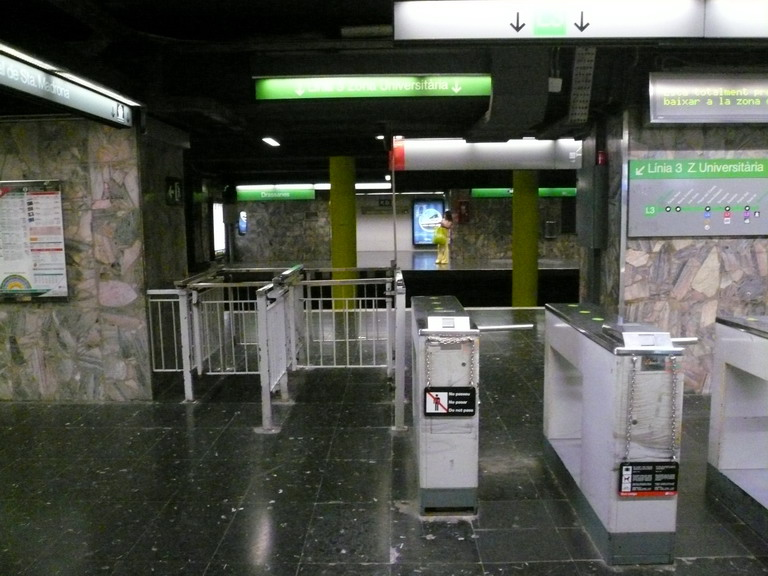
Torniquetes de la estación.
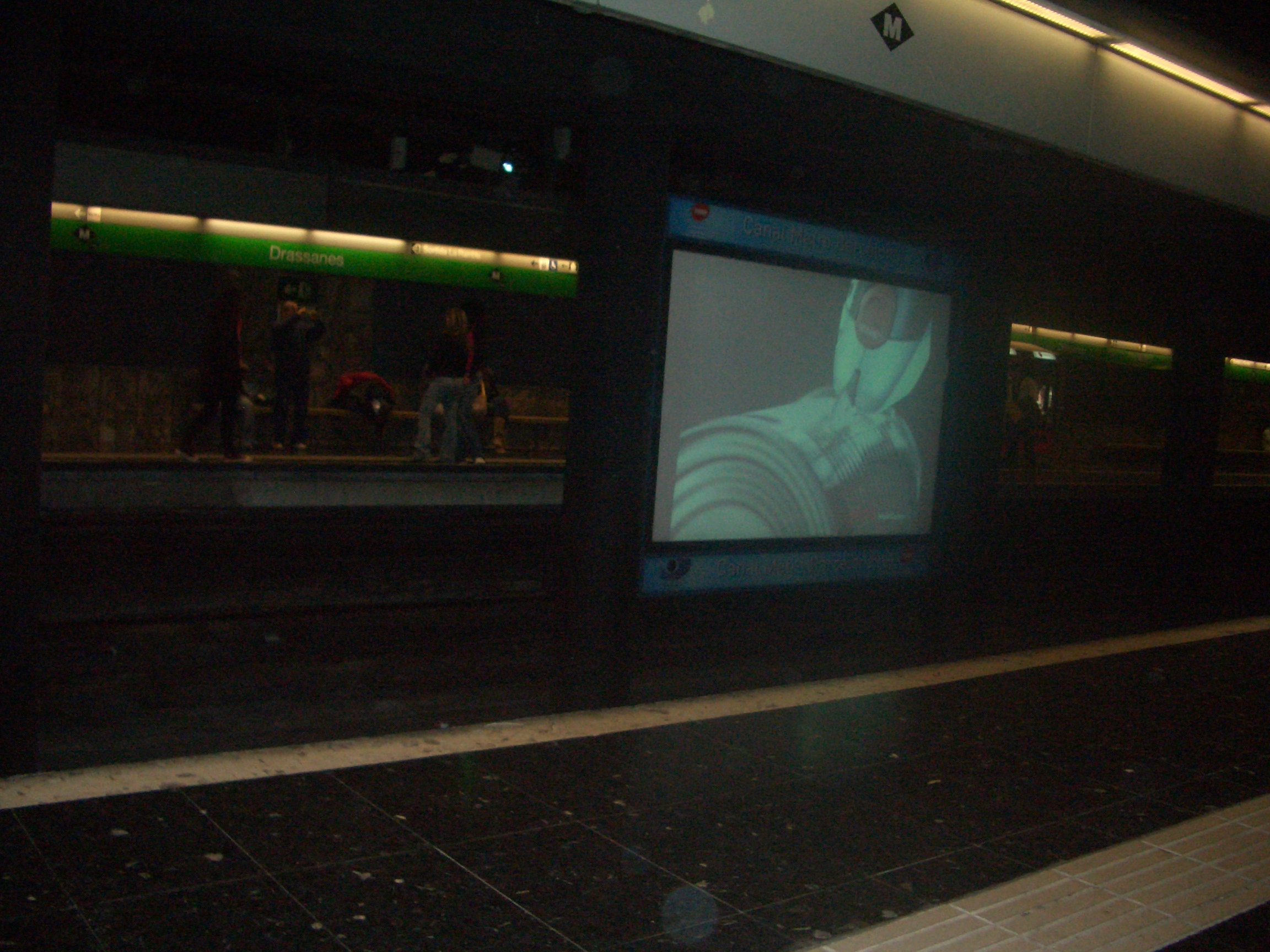
Televisión en la estación.